# Industriemuseum Howaldtsche Metallgiesserei

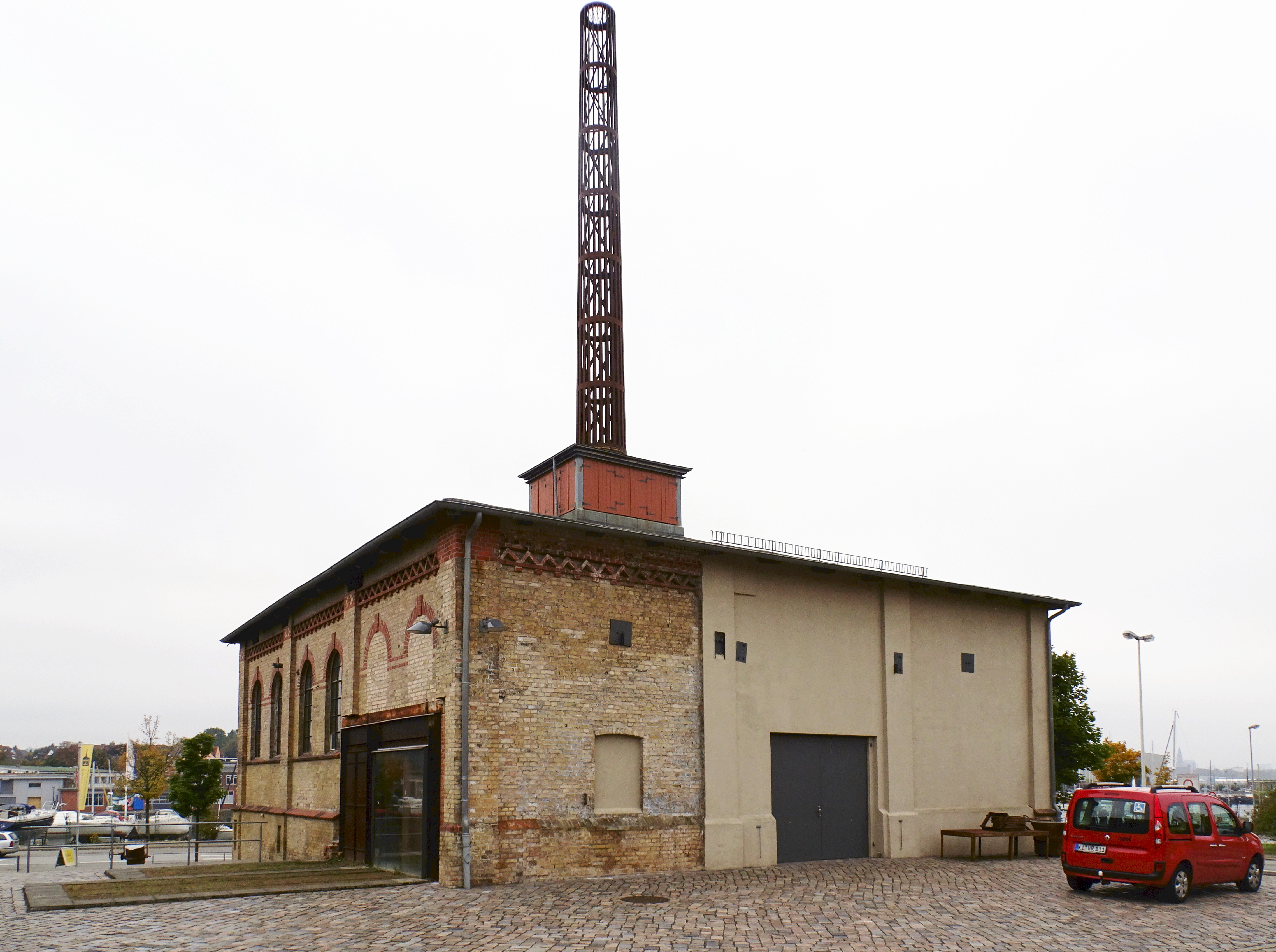
Museibyggnaden i oktober 2016.

Industriemuseum Howaldtsche Metallgiesserei, även kallad Alte Giesserei Kiel, är ett arbetslivsmuseum i Kiel i Tyskland. Museet, som ägnar sig åt industriell gjuteri, öppnade 2007 i varvets gamla gjuteribyggnad från 1884.

## Historik

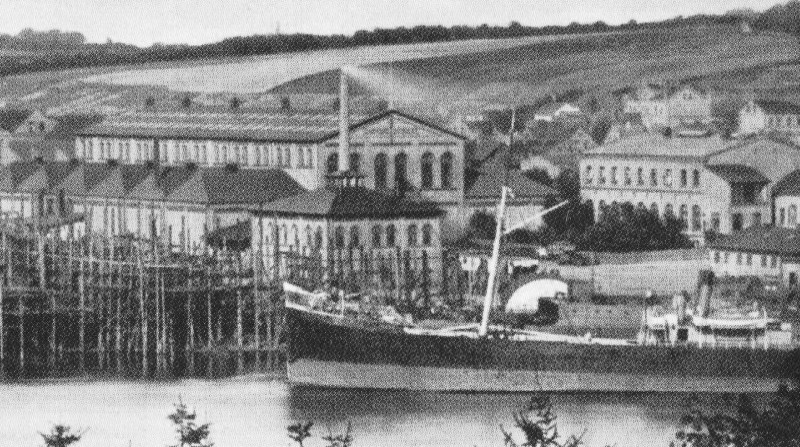
Howaldtswerke omkring 1880, gjuteriet syns i bildmitt.

Museet ligger på Howaldtswerke-Deutsche Werfts tidigare industriområde som nyttjades av varvet fram till 1980. I metallgjuteriet tillverkades smådetaljer i mässing, koppar eller brons, bland annat armaturer, beslag, ventiler, strömbrytare och elkontakter samt inredningsdetaljer för fartyg. Stora gjuteriföremål som exempelvis fartygspropellrar tillverkades här inte.
Själva byggnaden ritades av arkitekten Heinrich Moldenschardt, en elev av Gottfried Semper, och representerar en industriarkitektur av hög kvalitet. Staden Kiel förvärvade området 1985 och under påföljande år revs de flesta gamla varvsbyggnader. Här skulle staden låta anlägga ny infrastruktur bestående av kajer, gator och lagerbyggnader. Bara metallgjuteriets byggnad med sin originalinredning fick stå kvar, och utgör därmed den äldsta bevarade industribyggnaden i Kiel från en historisk betydelsefull varvsepok på östsidan av Kielfjorden.

## Huset blir museum
År 1992 klassades huset som byggnadsminne. År 2005 fick föreningen Industriemuseum Howaldtsche Metallgießerei e.V. nyttjanderätten. Därefter byggdes anläggningen om för museiändamål, bland annat revs den höga fabriksskorstenen och ersattes av en attrapp med samma mått för att bibehålla den gamla profilen. Museet öppnade den 20 maj 2007 under närvaro av dåvarande ministerpresidenten för Schleswig-Holstein, Peter Harry Carstensen.
Museet består av två våningar. Gjuteriet ligger på övre våningsplanet där ett komplett metallgjuteri är bevarat. Talrika utställningsföremål, fotografier och informationstavlor förtydliga produktionsprocessen och vilka föremål som tillverkades här. Vid ett mindre tenngjuteri demonstreras med gjutform och formsand hur ett föremål gjuts. Verksamheten bedrivs på ideell basis.

## Bilder

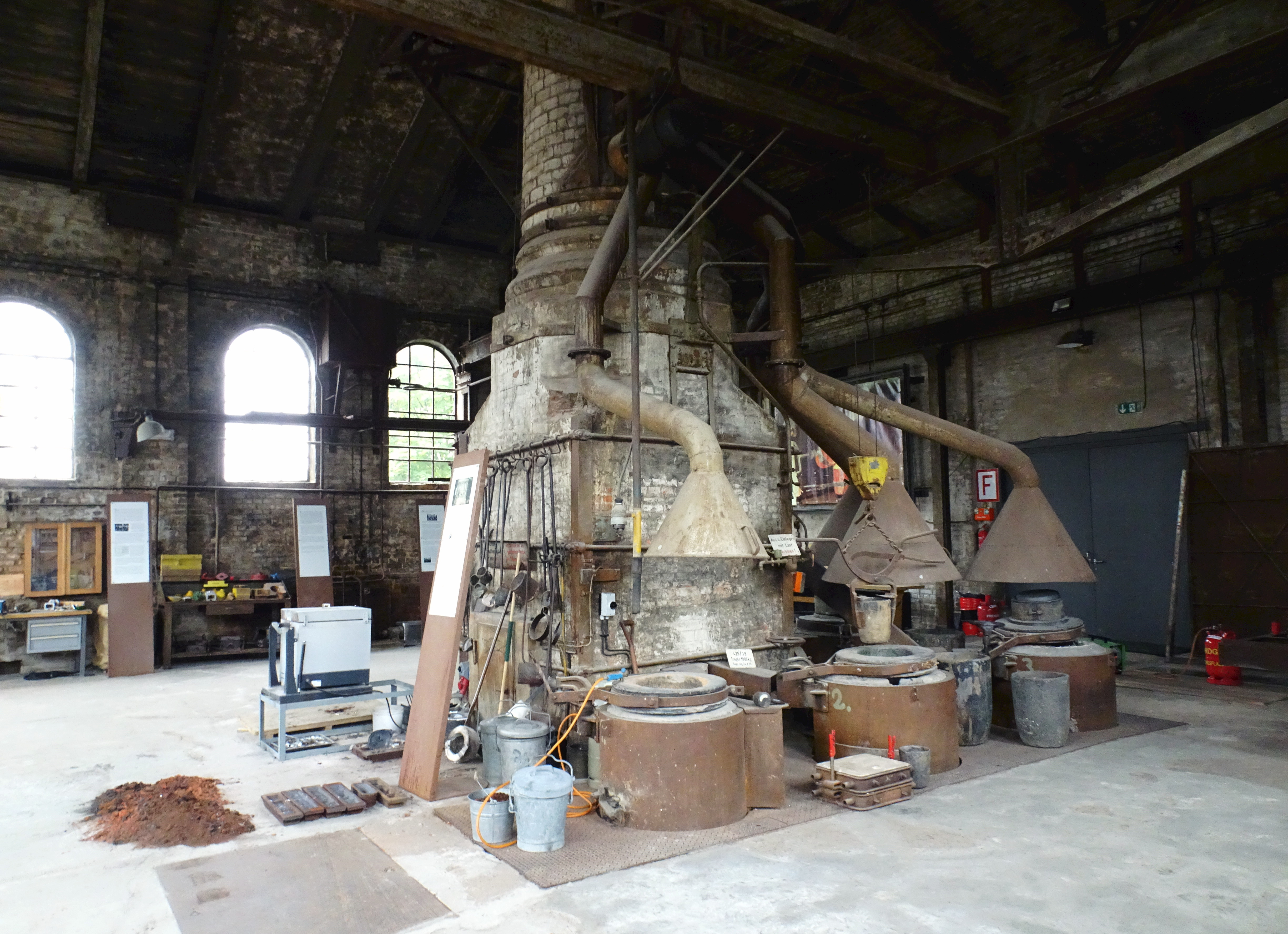
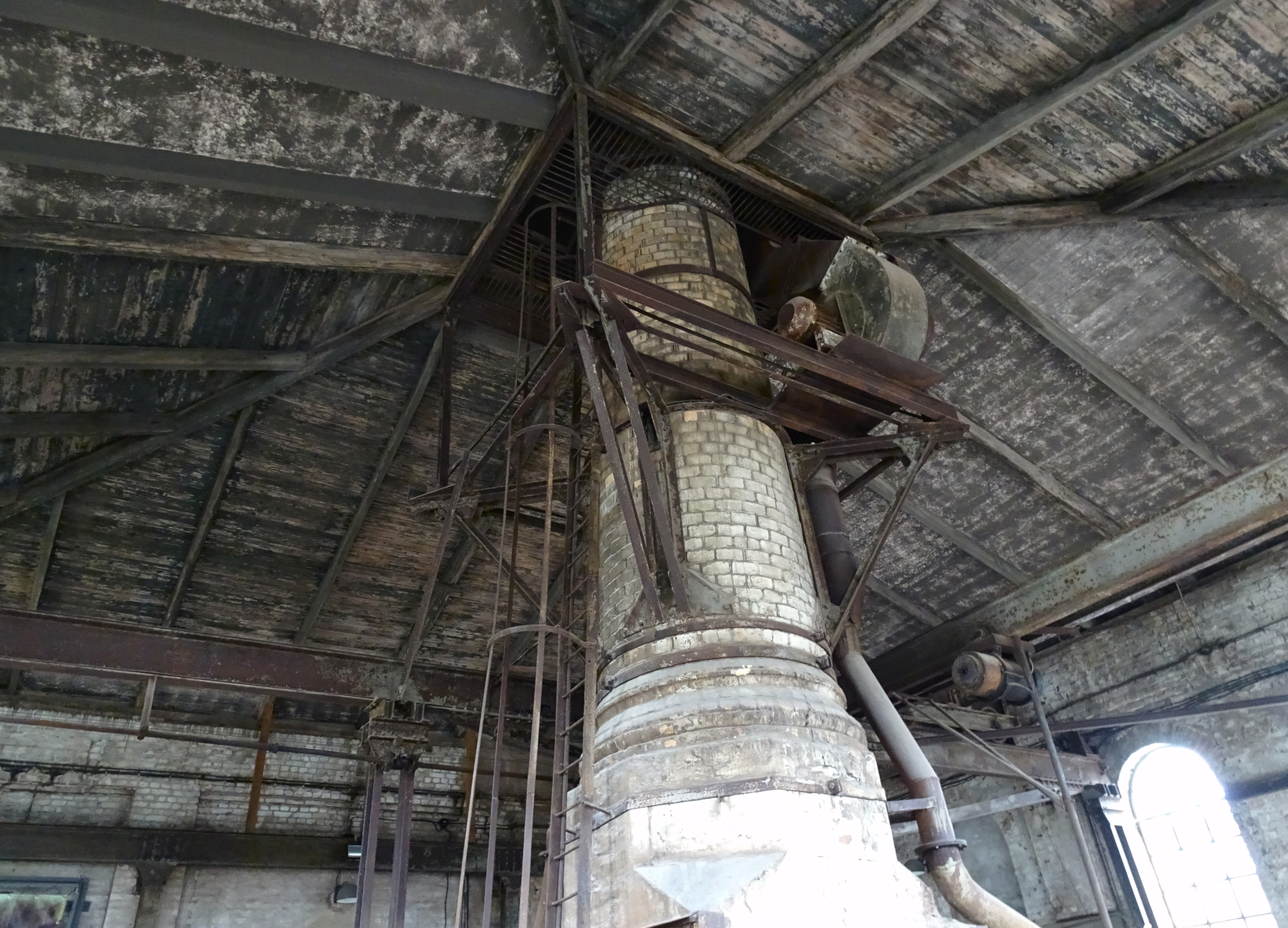
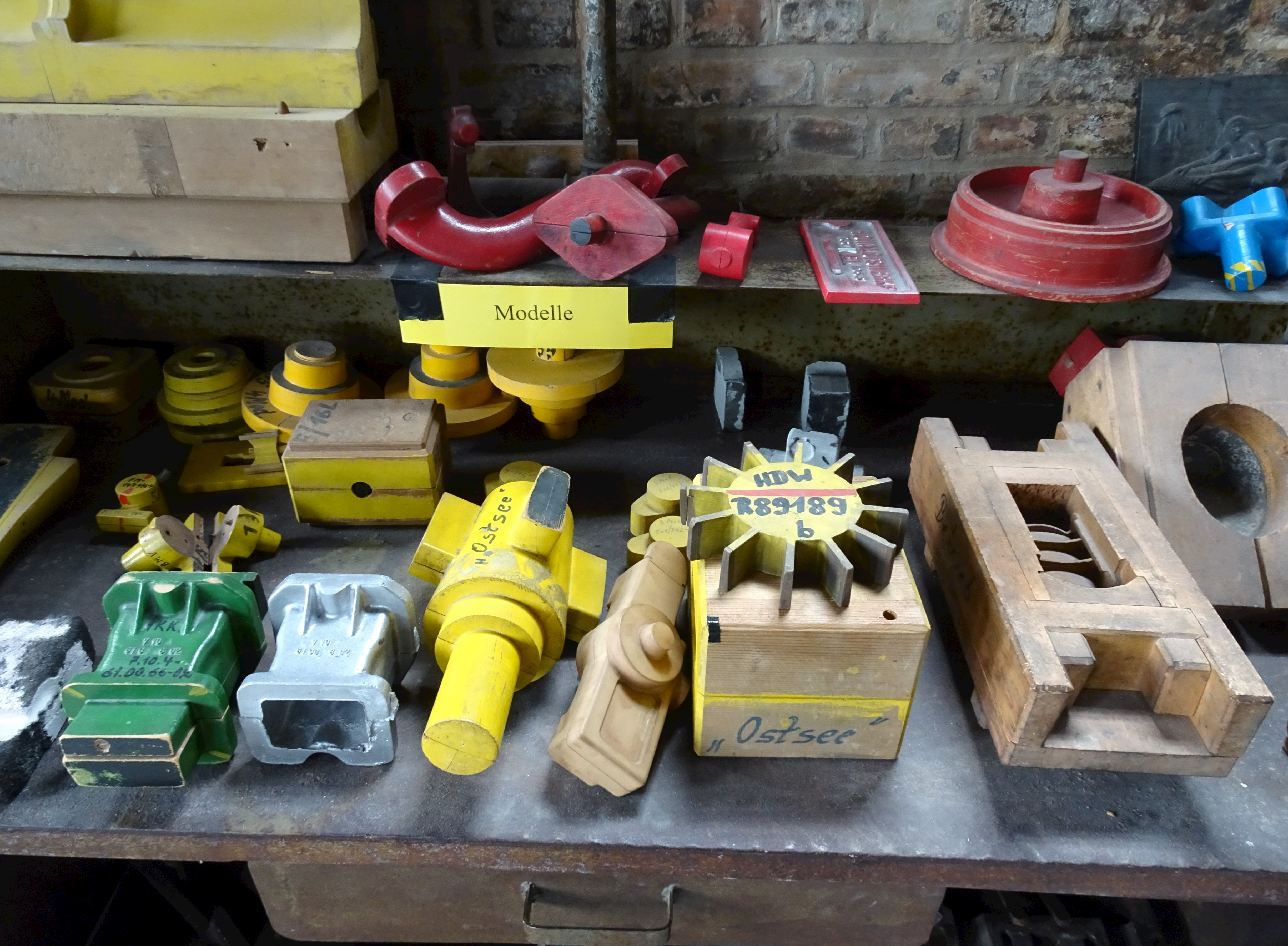
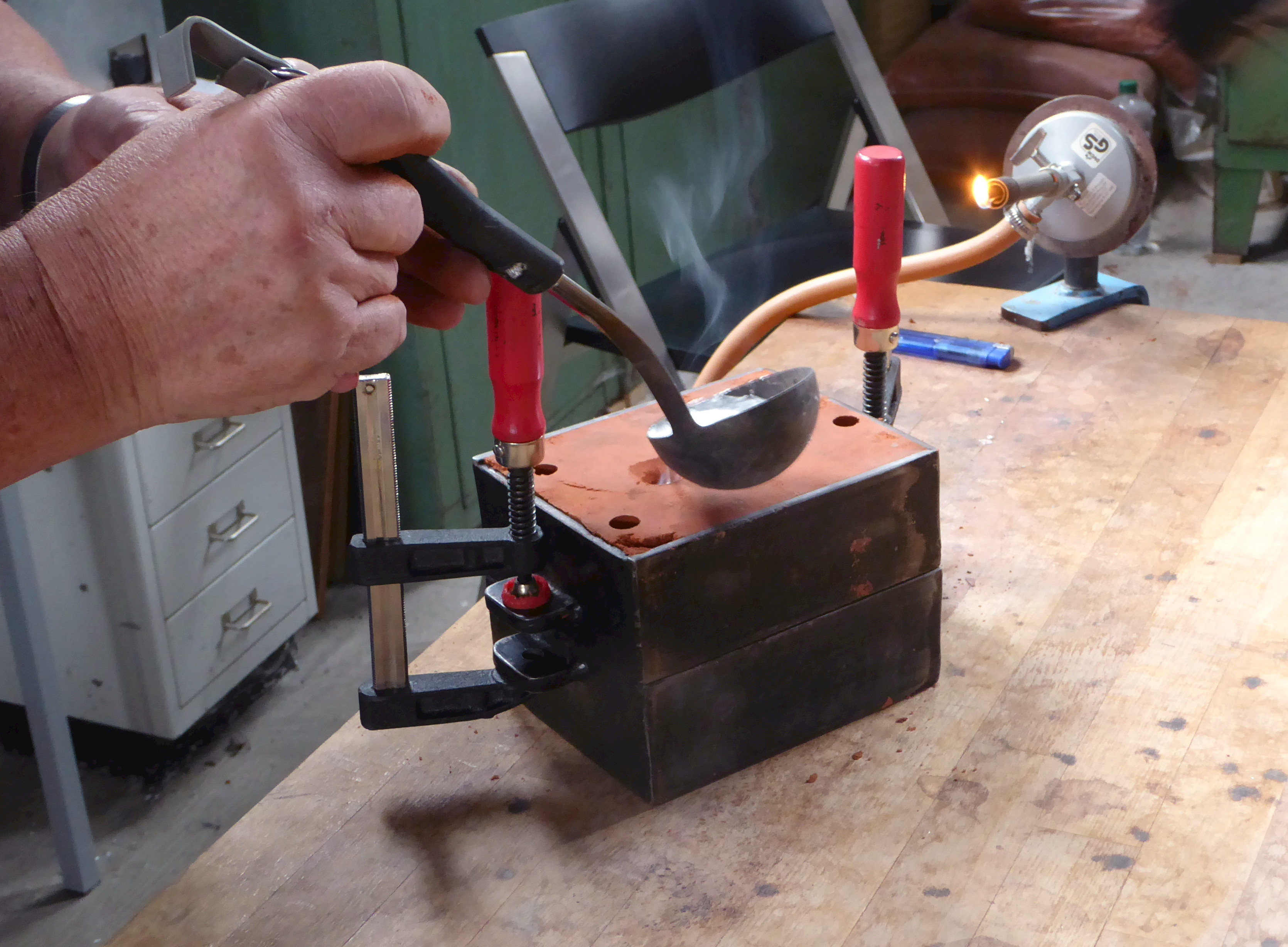
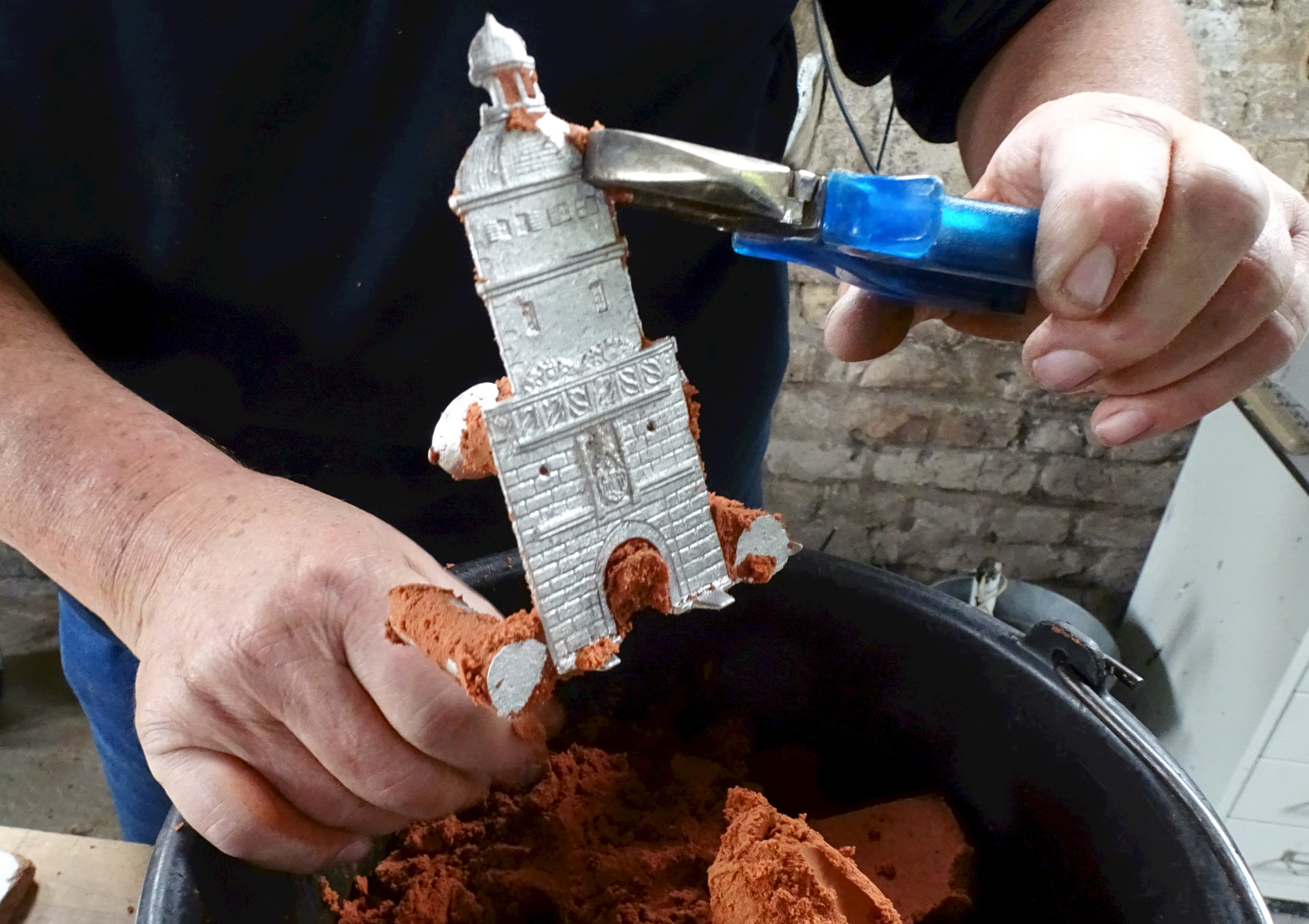